# Triatoma patagonica
Triatoma patagonica es un insecto heteróptero y hematófago perteneciente a la familia Reduviidae. La especie se ha registrado solo en Argentina y la que presenta la distribución más austral en el conjunto de los triatominos.
La especie presenta similitudes morfológicas con otros triatominos como T. sordida y T. guasayana, con quienes presenta solapamientos en la distribución en Argentina. Además, las tres especies se encuentran asociadas a ambientes ocupados por aves de corral. Estas similitudes indican que estas especies forman un grupo fuertemente relacionado.
Especímenes de T. patagonica han presentado infección por Tripanosoma cruzi, que se ha demostrado de manera experimental y por el hallazgo de especímenes infectados en estadios larvarios.Además, los patrones de alimentación y defecación indican que T. patagonica defeca inmediatamente después o durante la alimentación. Esto ubica a la especie como un vector de la enfermedad de Chagas.

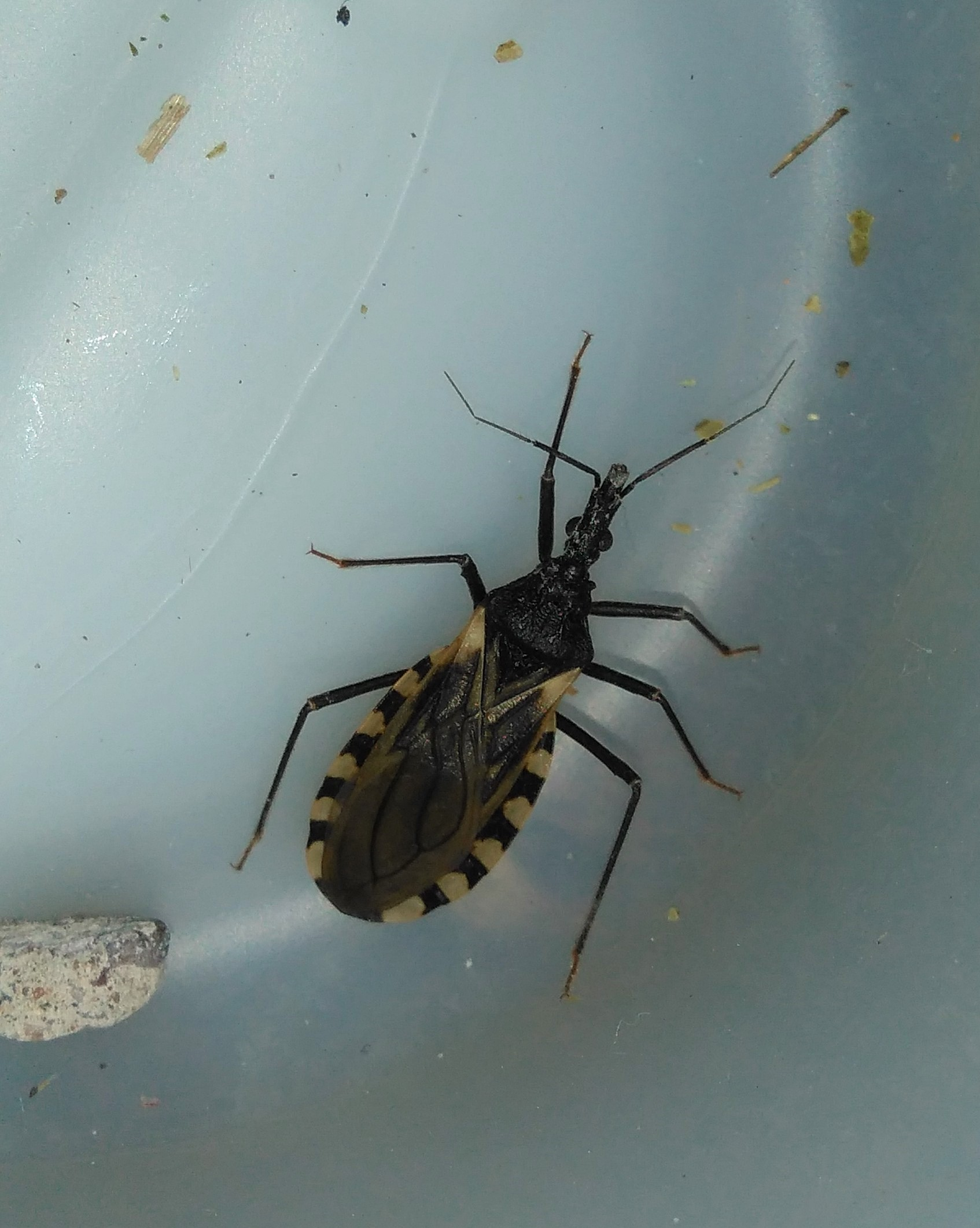
Espécimen adulto de T. patagonica

La especie es considerada silvestre, se la ha registrado en asociación con cortezas de árboles, cuevas de animales y debajo de piedras. En algunas zonas de Argentina, se la ha descripto principalmente como peridomiciliaria, por estar asociada a corrales de animales. Por último, la aplicación de ciencia ciudadana GeoVin presenta registros dentro de viviendas humanas.La presencia peridomiciliar es considerada una fase en la adaptación al hábitat antrópico, en donde el individuo se alimenta gracias a los animales domésticos/peridomésticos y puede invadir las vivienda humanas.
Se ha observado una asociación entre T. patagonica y gallinas, no solo en la ocupación de ambientes peridomiciliares utilizados por pollos, sino también en la preferencia de su sangre frente a la de otros animales.

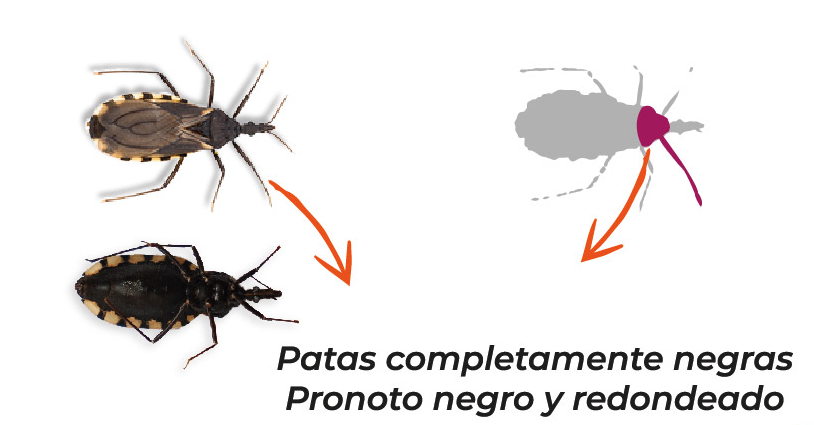
Aspectos distintivos de T. patagonica

Los niveles de infestación de T. patagonica en ambientes patagónicos parecen estar asociados a fenómenos como inundaciones y bajas temperaturas durante el invierno. Se observa además una relación inversa entre el tiempo de desarrollo y la temperatura, lo que hace que el ciclo desde el huevo a la adultez dure más de 238 días.A diferencia de las especies distribuidas más al norte, en las zonas más australes se han encontrado adultos de T. patagonica durante el verano, lo que sugiere un retraso en el período reproductivo debido a la temperatura.

## Distribución

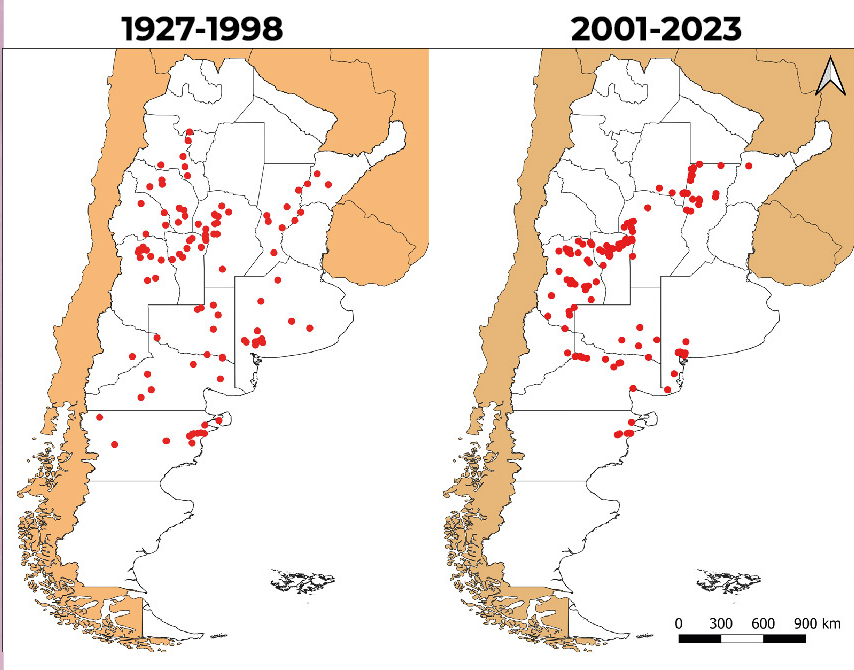
Distribución de T. patagonica en dos períodos diferentes.

T. patagonica es una especie endémica de Argentina y la más austral del continente. Se han realizado registros entre los 20° y 50° de latitud sud y hasta los 750 m s. n. m..La especie ha sido observada en las provincias de Buenos Aires, Catamarca, Córdoba, Corrientes, Chubut, Entre Ríos, La Pampa, La Rioja, Mendoza, Neuquén, Río Negro, Salta, San Juan, San Luis, Santa Fe y Santiago del Estero.
Se han registrado especímenes al este de la isoterma 11 °C, en la provincia fitogeográfica del monte en Chubut. Se considera que la especie tiene una gran tolerancia a ambientes hostiles y climas fríos.